# Convenio sobre el alojamiento de las tripulaciones (pescadores) de 1966
El Convenio sobre el alojamiento de tripulaciones (pescadores) de 1966 es un convenio de la Organización Internacional del Trabajo.

Fue establecido en 1966, con el preámbulo que dice:
Habiendo decidido adoptar determinadas propuestas relativas al alojamiento a bordo de buques pesqueros, que figura en el sexto punto del orden del día del período de sesiones,...

## Ratificaciones
A partir de 2013, la convención ha sido ratificada por 23 estados. Un estado ratificante, Bosnia y Herzegovina, ha denunciado el tratado por acción automática.